# Atletica leggera ai XVII Giochi paralimpici estivi - 100 metri piani T37 maschili
Ai XVII Giochi paralimpici estivi la competizione dei 100 metri piani maschili T37 si è svolta il 30 agosto 2024 presso lo Stade de France di Parigi.

## Situazione pre-gara

### Record
Prima di questa competizione, il record del mondo, il record paralimpico e i record continentali erano i seguenti.
| Record              | Prestazione | Atleta                      | Data e luogo                              | Competizione                         |
| ------------------- | ----------- | --------------------------- | ----------------------------------------- | ------------------------------------ |
| Record mondiale     | 10"95       | Nick Mayhugh Stati Uniti    | 27 agosto 2021 Tokyo, Giappone            | XVI Giochi paralimpici estivi        |
| Record paralimpico  | 10"95       | Nick Mayhugh Stati Uniti    | 27 agosto 2021 Tokyo, Giappone            | XVI Giochi paralimpici estivi        |
| Record africano     | 11"42       | Charl du Toit Sudafrica     | 10 settembre 2016 Rio de Janeiro, Brasile | XV Giochi paralimpici estivi         |
| Record panamericano | 10"95       | Nick Mayhugh Stati Uniti    | 27 agosto 2021 Tokyo, Giappone            | XVI Giochi paralimpici estivi        |
| Record asiatico     | 11"27       | Saptoyogo Purnomo Indonesia | 10 luglio 2023 Parigi, Francia            | Campionati mondiali paralimpici 2023 |
| Record europeo      | 11"18       | Andrej Vdovin RPC           | 27 agosto 2021 Tokyo, Giappone            | XVI Giochi paralimpici estivi        |
| Record oceaniano    | 12"08       | Joseph Smith Nuova Zelanda  | 9 luglio 2023 Parigi, Francia             | Campionati mondiali paralimpici 2023 |

### Campioni in carica
I campioni in carica a livello mondiale erano i seguenti.
| Campione    | Atleta                            | Prestazione | Data e luogo                   | Competizione                         |
| ----------- | --------------------------------- | ----------- | ------------------------------ | ------------------------------------ |
| Paralimpico | Nick Mayhugh Stati Uniti          | 10"95       | 27 agosto 2021 Tokyo, Giappone | XVI Giochi paralimpici estivi        |
| Mondiale    | Ricardo Gomes de Mendonça Brasile | 11"30       | 18 maggio 2024 Kōbe, Giappone  | Campionati mondiali paralimpici 2024 |

### La stagione
Prima di questa gara, gli atleti con le migliori tre prestazioni mondiali dell'anno erano:
| Pos. | Atleta                                    | Prestazione | Data e luogo                       |
| ---- | ----------------------------------------- | ----------- | ---------------------------------- |
| 1    | Ricardo Gomes de Mendonça Brasile         | 11"09       | 18 aprile 2024 San Paolo, Brasile  |
| 2    | Edson Cavalcante Pinheiro Brasile         | 11"26       | 27 giugno 2024 San Paolo, Brasile  |
| 3    | Andrej Vdovin Atleti Paralimpici Neutrali | 11"46       | 4 giugno 2024 Ekaterinburg, Russia |

## Risultati

### Batterie
Le batterie si sono corse a partire dalle 12:32 del 30 agosto. I primi 3 di ogni batteria (Q) e i 2 tempi migliori tra gli esclusi (q) si qualificano alla finale.

#### Batteria 1
| Posizione | Corsia | Atleta                          | Nazionalità | Tempo | Note |
| --------- | ------ | ------------------------------- | ----------- | ----- | ---- |
| 1         | 3      | Ricardo Gomes de Mendonça       | Brasile     | 11"07 | Q    |
| 2         | 6      | Saptoyogo Purnomo               | Indonesia   | 11"35 | Q    |
| 3         | 5      | Christian Gabriel Luiz da Costa | Brasile     | 11"38 | Q    |
| 4         | 4      | Mykola Rajs'kij                 | Ucraina     | 11"75 | q    |
| 5         | 7      | Valentin Bertrand               | Francia     | 12"46 |      |

#### Batteria 2
| Posizione | Corsia | Atleta                    | Nazionalità                 | Tempo | Note |
| --------- | ------ | ------------------------- | --------------------------- | ----- | ---- |
| 1         | 5      | Edson Cavalcante Pinheiro | Brasile                     | 11"33 | Q    |
| 2         | 4      | Andrei Vdovin             | Atleti Paralimpici Neutrali | 11"57 | Q    |
| 3         | 3      | Ali Alnakhli              | Arabia Saudita              | 11"60 | Q    |
| 4         | 7      | Vladislav Zahrebel'nyj    | Ucraina                     | 11"72 | q    |
| 5         | 8      | Petrus Karuli             | Namibia                     | 12"74 |      |
| 6         | 6      | Andres Malambo Rachez     | Colombia                    | 13"77 |      |

### Finale
La finale si è corsa alle 19:20 del 30 agosto.
| Posizione | Corsia | Atleta                          | Nazionalità                 | Tempo | Note                                     |
| --------- | ------ | ------------------------------- | --------------------------- | ----- | ---------------------------------------- |
| Oro       | 6      | Ricardo Gomes de Mendonça       | Brasile                     | 11"07 | =                                        |
| Argento   | 5      | Saptoyogo Purnomo               | Indonesia                   | 11"26 | Record asiatico                          |
| Bronzo    | 7      | Andrei Vdovin                   | Atleti Paralimpici Neutrali | 11"41 | Miglior prestazione personale stagionale |
| 4         | 3      | Christian Gabriel Luiz da Costa | Brasile                     | 11"45 |                                          |
| 5         | 4      | Edson Cavalcante Pinheiro       | Brasile                     | 11"47 |                                          |
| 6         | 8      | Ali Alnakhli                    | Arabia Saudita              | 11"58 | Miglior prestazione personale stagionale |
| 7         | 2      | Vladislav Zahrebel'nyj          | Ucraina                     | 11"84 |                                          |
| 8         | 9      | Mykola Rajs'kij                 | Ucraina                     | 11"94 |                                          |